# Хусаенов, Олег Ильгизович
Олег Ильгизович Хусаенов (4 декабря 1964, Костанай, Казахстан) — предприниматель, основатель управляющей компании фондами прямых инвестиций «Зубр Капитал» и автодилера «Атлант-М».

## Биография
В 1988 году окончил Московский институт инженеров гражданской авиации, факультет авиационного и радиоэлектронного оборудования по специальности «инженер-электроник».
С 1988 года по распределению попал на Минский завод холодильников, где проработал инженером до 1990 года.
В 1990—1991 годы занимал должность директора в Молодёжном производственном центре «Атлант». В октябре 1991 года преобразовал МПЦ «Атлант» в брокерский дом «Атлант-М» (впоследствии ставший фирмой-автодилером), с 1991 по 2011 год занимал должность генерального директора «Атлант-М», после чего занял пост председателя совета директоров компании.
В 2010 году основал «Зубр Капитал» — компанию, управляющую фондами прямых инвестиций; основной целью создания предприниматель называл вывод из кризиса автодилера «Атлант-М» с последующей передачей управления компанией сооснователю Сергею Савицкому.

## Увлечения
С 2013 года возглавляет минскую федерацию по академической гребле (кандидат в мастера спорта по академической гребле со студенческих лет).
Известен коллекцией современной белорусской живописи, которая насчитывает более 400 работ таких известных белорусских художников, как Руслан Вашкевич, Валентина Ляхович, Сергей Гриневич, Александр Досужев и другие.